# Helminthophis frontalis
Helminthophis frontalis là một loài rắn trong họ Anomalepididae. Loài này được Peters mô tả khoa học đầu tiên năm 1860.